# 1997 Голяма награда на Австралия
1997 Голяма награда на Австралия е 13-о за Голямата награда на Австралия и първи кръг от сезон 1997 във Формула 1, провежда се на 9 март 1997 година на пистата Албърт Парк в Мелбърн, Австралия.

## Преди кръга
Нови три отбора везха участие във Формула 1. Отбора на Лола МастърКард дебютира за това състезание с пилотите Винченцо Соспири и Рикардо Росет които не успяха да се класират за това състезание. Ален Прост закупи тима на Лижие които в последно време обявиха че ще напуснат Формула 1. Но благодарение на четирикратния световен шампион той преименува на Прост Гран При. Още един бивш световен шампион Джеки Стюърт който заедно със сина си Пол създадоха Стюарт Гран При през 1996 и са сигурни че отбора ще бъде във Формула 1 през 1997. Пилоти на този отбор са напусналия от Джордан бразилец Рубенс Барикело и датския пилот Ян Магнусен.
Британската телевизия ITV прави своя дебют във Формула 1 измествайки BBC(Британската телевизионна корпорацция) след 18 години до 2008. Коментатори са бившия пилот от Формула 1 Мартин Брандъл и легендарния коментатор на Формула 1 Мъри Уолкър.
Преди началото на старта, Михаел Шумахер е критизиран за изказването на трасето като „не е особено специално“, докато местните отговориха като го наричаха „надплатената прима дона“. Също така имаше протести преди уикенда, като протестирващите заляха дизел на пистата седмица преди състезанието. Този удар означава че нямаше течаща държавна служба. Джеф Кенеди, Премиера на щата Виктория етикира ги като „проклето склонни“ и че „това ще навреди на общността.“

## Квалификация и Състезание
Канадецът Жак Вилньов взе своята четвърта пол-позиция в кариерата поставяйки време от 1:29.369, докато съотборника му Хайнц-Харалд Френтцен е на секунда от това време. След това Михаел Шумахер и Дейвид Култард са на две секунди от канадеца. Квалификация е спряна с две минути до края, заради инцидент между Герхард Бергер и Никола Ларини. Това означава че пилотите които имат лоши времена по време на квалификацията имат право на спринтова обиколка преди края на сесията. Деймън Хил се бореше да даде време под 107% време, след като горивна теч му попречи да даде по-добро време. Двете коли на Лола бяха под това време и то с 10 секунди от времето на Вилньов в своето единствено участие във Формула 1, след като отбора напусна заради липса на финансиране. Педро Диниз също е под 107% бариера, но е допуснат за участие след като по време на петъчната загрявачна сесия даде време в предела на 107% бариера.
Преди началото на старта Деймън Хил който стартираше 20-и спря колата по време на загрявачната обиколка с проблеми в газта на неговия Ероуз A18. Драмата обаче не е завършила. С официалния старт на състезанието Дейвид Култард направи страхотен старт с Френтцен повеждайки към първия завой. Еди Ървайн недооцени спирането към завоя като потърпевши са пол-ситера Вилньов и Джони Хърбърт със Заубер(стартирайки 7-и зад Хакинен). Хърбърт каза че е видял завоя пред очите му и че Жак имаше проблеми, но когато видя червения нос това е Ферари-то на Ървайн. Северно-ирландецът също напусна състезанието с проблеми с гумата и окачването. Френтцен е лидер пред Култард, Шумахер, Хакинен, Алези, Бергер и Панис. Състезанието за по-малкия брат на Михаел, Ралф приключи с проблем на скоростната кутия на неговия Джордан. Йос Верстапен с Тирел направи страхотно излитане при опита си да изпревари Минарди-то на Укио Катаяма. Краят на Джордан е факт с отпадането и на Джанкарло Фисикела при докато се бори с Барикело със Стюарт. Френтцен е първия пилот за спиране за гуми и гориво, давайки първата позиция на Култард. С напредването на състезанието обиколка след обиколка Шумахер все повече се приближава до Макларън-а. Михаел спря първи в бокса, следвайки го Култард малко по-късно. Механиците на Бенетон чакаха Алези за своя пит-стоп, само да разберат че той отпадна от състезанието с липса на гориво, въпреки че от отбора го инструктираха да влезе 5 обиколки преди неговото отпадане. Хайнц-Харалд се върна на първа позиция с най-бърза обиколка с време 1:30.585 преди да спре за втори път. Вторият пит-стоп се оказа катастрофален с проблеми със задна лява гума. Това прати германеца зад дуото Култард-Шумахер. Михаел изненадващо обаче спря в бокса със само 8 обиколки до финала, пращайки Френтцен на втора позиция. Култард изглеждаше сигурен победител но втората позиция на Френтцен не бе, след като Уилямс-а загуби сцепление и се завъртя към зоната за сигурност, а оставаше само 3 обиколки. Това върна Шумахер обратно на втора позиция с втория Макларън на Мика Хакинен 3-ти. Позициите останаха непроменени до финала където Култард постигна първа победа за сезона както и втора негова и първа за Макларън след победата на Аертон Сена четири години по-рано. Другите пилоти завършили в точките са Бергер, Панис и Ларини.

## Класиране

### Състезание
| Поз | No | Пилот                 | Конструктор       | Обиколки | Време/Отпадане    | Място | Точки |
| --- | -- | --------------------- | ----------------- | -------- | ----------------- | ----- | ----- |
| 1   | 10 | Дейвид Култард        | Макларън-Мерцедес | 58       | 1:30:28.718       | 4     | 10    |
| 2   | 5  | Михаел Шумахер        | Ферари            | 58       | +20.046           | 3     | 6     |
| 3   | 9  | Мика Хакинен          | Макларън-Мерцедес | 58       | +22.177           | 6     | 4     |
| 4   | 8  | Герхард Бергер        | Бенетон-Рено      | 58       | +22.841           | 10    | 3     |
| 5   | 14 | Оливие Панис          | Прост-Муген-Хонда | 58       | +1:00.308         | 9     | 2     |
| 6   | 17 | Никола Ларини         | Заубер-Петронас   | 58       | +1:36.040         | 13    | 1     |
| 7   | 15 | Шинджи Накано         | Прост-Муген-Хонда | 56       | +2 Об.            | 16    |       |
| 8   | 4  | Хайнц-Харалд Френтцен | Уилямс-Рено       | 55       | Спирачки          | 2     |       |
| 9   | 14 | Ярно Трули            | Минарди-Харт      | 55       | +3 Об.            | 17    |       |
| 10  | 2  | Педро Диниз           | Ероуз-Ямаха       | 54       | +4 Об.            | 22    |       |
| Отп | 22 | Рубенс Барикело       | Стюарт-Форд       | 49       | Двигател          | 11    |       |
| Отп | 19 | Мика Сало             | Тирел-Форд        | 42       | Двигател          | 18    |       |
| Отп | 23 | Ян Магнусен           | Стюарт-Форд       | 36       | Окачване          | 19    |       |
| Отп | 7  | Жан Алези             | Бенетон-Рено      | 34       | Гориво            | 8     |       |
| Отп | 20 | Укио Катаяма          | Минарди-Харт      | 32       | Електро           | 15    |       |
| Отп | 12 | Джанкарло Фисикела    | Джордан-Пежо      | 14       | Завъртане         | 14    |       |
| Отп | 18 | Йос Верстапен         | Тирел-Форд        | 2        | Завъртане         | 21    |       |
| Отп | 11 | Ралф Шумахер          | Джордан-Пежо      | 1        | Ск.кутия          | 12    |       |
| Отп | 3  | Жак Вилньов           | Уилямс-Рено       | 0        | Инцидент          | 1     |       |
| Отп | 6  | Еди Ървайн            | Ферари            | 0        | Инцидент          | 5     |       |
| Отп | 16 | Джони Хърбърт         | Заубер-Петронас   | 0        | Инцидент          | 7     |       |
| Отк | 1  | Деймън Хил            | Ероуз-Ямаха       | 0        | Газ               | 20    |       |
| НКв | 24 | Винченцо Соспири      | Лола-Форд         | -        | Не се квалифицира | 23    |       |
| НКв | 25 | Рикардо Росет         | Лола-Форд         | -        | Не се квалифицира | 24    |       |

## Класиране след състезанието
| Поз | Пилот          | Точки |
| --- | -------------- | ----- |
| 1   | Дейвид Култард | 10    |
| 2   | Михаел Шумахер | 6     |
| 3   | Мика Хакинен   | 4     |
| 4   | Герхард Бергер | 3     |
| 5   | Оливие Панис   | 2     |
| 6   | Никола Ларини  | 1     |

| Поз | Конструктор       | Точки |
| --- | ----------------- | ----- |
| 1   | Макларън-Мерцедес | 14    |
| 2   | Ферари            | 6     |
| 3   | Бенетон-Рено      | 3     |
| 4   | Прост-Муген-Хонда | 2     |
| 5   | Заубер-Петронас   | 1     |